# 독일의 코로나19 범유행
다음은 독일에서의 코로나19 범유행에 관한 설명이다.
틀:코로나19 범유행/독일 차트

## 경과
1월 27일, 바이에른주 보건국장은 바이에른주 슈타른베르크에 거주하는 한 남성이 신종 코로나바이러스 감염자로 판명되었음을 밝히면서 독일 내 첫번째 감염자가 확인되었다. 이 환자는 중국 이외 국가에서 친족 관계가 아닌 사람 간의 감염이 이뤄진 첫 사례로 보고됐다 (친족을 비롯한 사람 간의 감염 첫사례는 베트남 부자관계 환자).
1월 28일, 독일 내 코로나바이러스 확진자가 세 명 추가로 확인됐다. 이들은 첫번째 환자가 근무하는 회사의 직원들로, 슈바빙의 뮌헨 클리닉 병원에 격리 치료를 받고 있는 것으로 알려졌다.
1월 31일, 기존 감염자와 같은 직장에서 근무하던 직원과 그 아이가 확진 판정을 받으면서 독일 내 감염자수는 6명으로 늘었다. 아버지의 경우 1월 30일 검사에서 양성 반응을 보였고, 아이 역시 뒤이어 감염자로 판명됐다.

## 정부 대응

### 1월
1월 22일, 독일 연방 정부는 독일인을 향한 신종 코로나 바이러스의 확산세에 대해 "매우 낮은 건강 위험"으로 간주하고 바이러스는 일반적으로 SARS보다 "훨씬 덜 위험"한 것으로 간주하였으며 여행 권고를 새롭게 필요하지 않다고 밝혔다.
1월 27일, 독일에서 처음으로 감염된 후, 정부는 확산 가능성을 "매우 낮음"으로 간주했으며 개별 사건이 발생하더라도 당국은 이를 처리할 수 있을 것이라 밝혔다.
1월 30일, 전국 텔레비전에서 바이러스 학자들은 정부가 2018년 독감의 파도를 코로나 바이러스보다 더 위험하다면서 경시하고 있다고 호소했다.

### 2월
2월 1일, 독일의 보건 장관 Spahn는 코로나 바이러스에 감염된 사람과 접촉들은 비난, 사회적으로 배제 될 가능성이 있다고 경고했다. 그는 중국에서 철수 한 독일인은 모두 건강하다는 것을 강조했다.
2월 13일 EU의 보건 장관 회의에서 독일 Spahn 보건 장관은 단일 회원국 중국에 또는 중국 여행 제한을 기각했다. 그는 입국 여행자의 체온 측정을 단호하게 거부했다.
2월 18일 하이 상거래 외무 장관은 8.4 톤의 보호 복 및 보호 복, 소독제를 중국에 보내기도 하였다. 이것은 독일이 독일인의 피난 중에 5.4 톤을 중국에 보낸 후 두 번째 수송했다.
2월 24일 프랑크푸르트에서 라이트 + 빌딩 무역 박람회의 개최 시기는 9월까지 연기되는 것으로 확정되었다.
2월 28일, 독일은 유럽에서 이탈리아에 이어 두 번째로 코로나 바이러스 감염이 가장 많은 국가 10위에 진입하게 되었다. 루프트한자는 단거리 및 중거리 항공편의 수를 최대 25 %까지 줄이고 여러 장거리 노선을 제거하여 23개의 장거리 항공기가 작동을 중단하게 되었다. 정부는 또한 보호 마스크와 보호복을 중앙에서 획득하여 준비금을 마련할 것을 선언했다. 모든 행사가 취소되는 것은 아니며 위기 팀이 일주일에 두 번 만날 것이라고 말했다.
2월 29일, 대형 슈퍼마켓 체인점에서는 통조림, 화장지, 파스타, 세정제 등의 구매 수요가 전월 대비 폭증하여 재고가 동나는 일이 보고되었다. 노스 라인-웨스트 팔리아 보건부는 공황 구매, 특히 마스크, 약품 및 소독제에 대해 실제로 도움이 필요한 사람들을 위해 구매를 자제할 것을 권고했다. 하루 전, 최근 급격한 가격 인상과 특히 마스크, 의약품 및 소독제의 수요가 급격히 증가한 결과, 소비자들은 이러한 제품을 병원과 의료 실무에 맡겨두라고 요청했다.

### 3월
3월 5일, 독일 시민 보호 및 재난 지원 사무국 (BBK)은 독일의 확산은 "재해가 없다"고 시민들은 대신 실제 재앙을 준비해야 한다고 말했다. 세계 보건 기구의 테드로스 아드하놈 사무총장은 일부 국가들이 행동하거나 포기할 의사가 없음을 우려하면서 그는 모든 국가가 위협 수준에 대한 그들의 의지를 높이도록 권고했다.
3월 6일, Spahn 독일 보건부 장관은 유럽 연합 내에서 "여행 제한을 초래하는 모든 조치"를 배제하고 독일의 모든 학교와 대학을 폐쇄하는 것에 반대하여 연설하였다. Spahn은 불필요한 여행을 하지 않는 것이 좋으며 위험 지역에서 온 사람들은 집에 있어야 한다고 제안하기도 하였다. Spahn은 위기를 논의하기 위해 다른 유럽 보건 장관들과의 회의에 참여하였다 EU와 Robert Koch Institute는 건강한 개인이 마스크와 소독제를 사용해서는 안된다고 강조했다.
3월 8일, 독일 보건 장관은 당분간 1000 명 이상의 참석자들의 행사를 취소 할 것을 권고하였다. Deutsche Fußball Liga는 5월 중순에 끝날 때까지 축구 리그 시즌을 계속할 것이라고 발표했다. 폴란드는 다음 날부터 국경을 넘나드는 독일의 버스 승객에 대한 무작위 온도 점검을 발표했다.
3월 11일, 메르켈 총리는 마침내 이 전염병에 대해 언론에 처음으로 발표하였다. 그녀는 예산 규칙을 준수하기 전에“스프레드를 끝내는 것이 가장 먼저”라고 설명했다. 그녀는 "독일 인구의 60 ~ 70 %가 독일에서 감염될 수 있다"고 덧붙였다.
보건부는 3월 12일에 1,000 명 이상의 사람들의 모임 금지를 권고하면서 3월 8일 이후에 권고된 주요한 처리가 시작되었다.
16명의 독일 렌더 중 11 명 (1,800 만 주민과 가장 큰 영향을받는 노스 라인-웨스트 팔리 아 포함)은 3월 16일 월요일부터 모든 학교와 대학을 폐쇄하기로 결정했다.
3월 18일, 독일은 더 이상 항공이나 해상으로 독일에 입국 할 수 없는 이탈리아, 스위스, 덴마크, 룩셈부르크 및 스페인 시민에 대한 여행 제한을 강화했다. 독일은 이틀 전 교통부 장관의 성명에도 불구하고 여전히 중국과 이란으로부터 항공편을 받고 있다. 승객들은 시험을 거치지 않았으며, 행정 부서의 지시가 없으면 체온을 측정하지 않았다.
3월 19일, 란데르 주의 총리와 안젤라 메르켈 총리가 3월 22일 통금 시간에 대해 논의했다.
3월 21일, 법은 연방 정부가 전염병에 대항하기 위해 국경을 폐쇄하거나 무엇보다도 의사 또는 의대생 및 기타 의료인을 요구할 수 있도록 허가했다.
3월 22일, 독일은 두 사람 이상의 공개 모임을 금지했다. 출구, 연락 및 회의 제한은 독일 전체로 확대되었다 (개인 스포츠 및 야외 운동은 여전히 제한이 가능). 추가적으로 앙겔라 메르켈 총리는 질병의 영향을 받은 의사와 접촉한 후 집에서 검역소에 배치되었다.

## 같이 보기
- 유럽의 코로나19 범유행
- 나라별 코로나19 범유행
- 코로나19 범유행에 대한 나라별 대응
- ESRI